# Лес Мифаго
«Лес Мифаго» (англ. Mythago Wood) — роман в жанре фэнтези, написанный Робертом Холдстоком и опубликованный в Англии в 1984 году. Ещё в 1979 Холдсток написал рассказ для Миллфордской мастерской писателей; потом, в сентябре 1981 года, в «Журнале Фэнтези и научной фантастики» появилась повесть с тем же именем. Она и начала серию повестей и романов, которую сейчас называют «Лес Мифаго» или «Райхоупский Лес».
Лес Мифаго находится в Херефордшире, Англия, в огромном райхоупском поместье. Он является остатком изначального леса, когда-то покрывавшего всю Англию. В романе рассказывается о членах семьи Хаксли, особенно о Стивене Хаксли, и его взаимоотношениях с загадочным лесом и его обитателями.
Лес Мифаго можно отнести к жанру «мифологического фэнтези». Он завоевал Всемирную премию фэнтези за 1985 год, а также Премию Британской Ассоциации Научной Фантастики за 1985 год (в номинации лучший роман). Роман переведен на французский, немецкий, польский, финский, словацкий, итальянский и испанский языки. Перевод на русский: А. Вироховский (Лес Мифаго), 2014.

## Райхоупский Лес
Райхоупский Лес — вымышленный мир, созданный Робертом Холдстоком для его повести «Лес Мифаго», опубликованной в 1981 г. и ставший значительно более знаменитым после выхода в 1984 г. одноимённого романа. В нём происходит действие почти всех романов и повестей цикла, за исключением «Леса Мерлина», действие которого происходит в магическом лесу Броселианд, во Франции.
Райхоупский Лес является древней лесной страной, возникшей после последнего ледникового периода и не тронутой цивилизацией; снаружи он кажется лесным массивом не больше пяти квадратных километров. Он — параллельная вселенная, пересекающаяся с частью настоящего мира. Внутри он значительно больше, чем снаружи, и чем дальше проникаешь в него, тем больше, старше и гуще он становится. В самой чаще находится сердце леса, Лавондисс, мир ледникового периода.
Джон Клют назвал этот лес «глубинным хтоническим резонатором», потому что он создаёт мифические образы, или мифаго, то есть создания (животные, чудовища, люди и строения), сгенерированные из древних мифов и подсознательных воспоминаний, сохранивших в памяти людей. Вот как сама книга определяет мифаго: «идеализированный образ мифического создания». Мифаго опасны, но если они остаются слишком долго далеко от леса, они вырождаются и умирают. Они образуются из человеческих мифов, и имеют разную внешность и характер, в зависимости от воспоминаний человека, создающего их. В результате появляются различные образы — короля Артура, Робин Гуда и других мифологических героев; они выглядят и действуют по-разному, хотя обладают одинаковыми основными качествами и действуют по «правилам», установленным для них мифом.
Вокруг райхоупского леса живёт немного людей, поэтому в лесной стране совсем мало мифаго. Джордж Хаксли заинтересовался лесом и результатами его деятельности в 30-е годы, и создал больше мифаго, чем обычно возникало в одном месте в одно время. В последующих романах цикла выясняется, что мифаго могут быть созданы сознательно и тянутся к своему создателю. Помимо создания живых мифаго, лес также генерирует архетипы античных мест, от замков до маленьких деревушек. В романе Лавондисс, продолжающем Лес Мифаго, они называются зоной призраков.
В сердце леса ведут только четыре пути; не зная их, проникнуть в лес практически невозможно. Кроме того лес содержит «гнезда», также описываемые как «отсутствие магии» или тропинки под миром. Гнезда функционируют как червоточины, по которым мифаго и обычные люди могут путешествовать через пространство и время. Проходя через такую червоточину можно совершить путешествие во времени. Райхоупский лес магически отражает любую попытку чуждого ему человека попасть в него: появляется дезориентация, на пути пришельца встают непроницаемые заросли кустов, огромные озера и бушующие реки. Воздушная защита не даёт самолётам подлетать к нему слишком близко: элементали и вихри сбивают самолёт с курса.
Время в лесу течет по-другому. За день обычного мира в лесу может пройти неделя или даже больше, в зависимости от области леса. Области, в которых время течет исключительно медленно, описаны в романе «Гнезда».

## Сюжет
События романа происходят между 1946 и 1948 годами, сразу после конца Второй мировой войны. Восстановившись после тяжёлого ранения, Стивен Хаксли возвращается со службы в армии к своему старшему брату Кристиану, который живёт один на их ферме Оак Лодж, прямо на краю райхоупского леса. Их отец умер совсем недавно; мать умерла несколькими годами раньше.
Кристиан смущен и заинтригован встречей с одним из мифаго. Он объясняет Стивену загадку леса. Стивен смущен и не очень верит ему: они оба видели мифаго в детстве, но отец утверждал, что это просто путешествующие цыгане. Кристиан все чаще и чаще возвращается в лес, постепенно становясь мифологической фигурой. Тем временем Стивен читает исследования своего отца и его друга, Уинн-Джонса. Он даже едет к дочери Уинн-Джонса, Энни Хайден, и пытается найти пропавшие страницы дневника отца. Стивен также встречается с Гарри Китоном, бывшим военным летчиком. Китон побывал в таком же лесу во Франции, и получил страшный ожог на лице.
В лесу он увидел прекрасный город, и теперь пытается найти его. Стивен и Гарри пытаются сфотографировать Райхоупский лес с воздуха, но непреодолимые ветра сбивают их маленький самолёт с курса всякий раз, когда они пытаются пролететь над лесом. Вскоре Стивен встречается с другими мифаго (и постаревшим братом). Чтобы спасти девушку мифаго по имени Гуивеннет, он должен проникнуть в самые глубины леса. Китон идет с ним.

## Персонажи-Люди
- Энни Хайден — дочь Эдварда Уинн-Джонса.
- Кристиан Хаксли — старший брат Стивена Хаксли. В райхоупском лесу становится «Изгнанником» и вызывает хаос в лесной стране.
- Джордж Хаксли — отец Стивена и Кристиана. Он умер в возрасте пятидесяти пяти лет от лёгочной болезни. В Гнёздах и Костяном Лесу выясняется, что Джордж был высоким худым человеком, психологом, учившимся у Карла Юнга. Он также изучал археологию и увлекался мифом. Изучая Райхоупский лес, он написал шесть томов научных исследований, дневник и составил подробную карту.
- Дженнифер Хаксли — жена Джорджа и мать Стивена и Кристиана. Она упоминается только в Лесу Мифаго, но её самоубийство является основным элементом в романе Ворота из Слоновой Кости, Роговые Ворота.
- Стивен Хаксли — главный герой романа. Он родился в 1927 или 1928 году; во время событий романа ему едва исполнилось двадцать лет.
- Гарри Китон — бывший военный летчик, который сопровождает Стивена в лес.
- Эдвард Уинн-Джонс — исследователь в области исторической антропологии, преподаёт в Оксфорде. Уинн-Джонс — крошечный нервный человек, который всегда курит трубку. Он примерно возраста Джорджа Хаксли. Они вместе изучают лес с 30-х годов. Уинн-Джонс создал специальное оборудование для интеракции с паранормальными структурами райхоупского леса. В апреле 1942 года исчезает в лесу.

## Мифаго
- Кухулин — охотник с огромной охотничьей собакой, который однажды встречается Стивену за Оак Лоджем. Собака приводит Стивена к могиле предыдущей инкарнации Гуивеннет.
- Болотник — искусный воин, командует группой мифаго по имени 'Ястребы'. Болотник и ястребы служат телохранителями Кристиана во время путешествия в сердце райхоупского леса.
- Гуивеннет из зелёного леса (также Гуин) — Мифаго-женщина, (обычно девушка 17-18 лет), из Бронзового века. В течение человеческой истории она появлялась в разных инкарнациях, включая протомиф о девушке из Римской Британии; она — проявление хтонического божества земли, юная принцесса-воин, и, одновременно, королева Джиневра.[2] Каждая инкарнация Гуивеннет имеет свои личные особенности, некоторые очень агрессивны, другие соблазнительны, и связаны самыми разнообразными отношениями с семьей Хаксли и Гарри Китоном.
- Сортхалан — мужчина, шаман и некромант, который может создавать и управлять мифаго, включая сильфов и элементалей воздуха. Он также известен под именем Фрейя, что означает «друг».
- Сучковик — мужчина с рыжими волосами и короной из сучков. Он влачит жалкое существование у края райхоупского леса.
- Урскумуг — человек-вепрь. Представляет собой первого героя из ранних мифов. Урскумуг, предположительно, создан Джорджем Хаксли. Он в два раза выше человека, недоброжелателен и является очень древней вариацией дикого человека (вудвоса).

## Литературная значимость и критика
В течение многих лет Лес Мифаго привлекает к себе внимание критиков, по самым разным причинам. Один из обозревателей Орсон Скотт Кард описывает его как произведение "для читателей, которые хотят потратить время и усилия, и дать писателю описать невероятный мир, населённый живыми героями.

### Место в жанре фэнтези
Многие критики анализируют роман Холдстока, сравнивая его с подобными романами в жанре «фэнтези».
Ричард Мэтьюз, например, утверждает, что цикл «Райхоупский лес» является одним из поворотных пунктов жанра в конце двадцатого столетия.
 Другой ученый настаивает, что работа Холдстока стоит в стороне от «жанра фэнтези» и что «Цикл в целом является одним из центров литературы конца 20-го столетия.»
В своих исследования, посвящённых трудам Толкина, сам Холдсток пишет о квартете самых выдающихся авторов фэнтези, включая Урсулу Ле Гуин, Джона Краули и Мэрион Зиммер Брэдли. Он считает, что они дышат почти как Толкин, а по глубине воображения «в некоторых отношениях превосходят его.» Другой исследователь творчества Толкина, Майкл Д. С. Дроут, также утверждает, что романы Холдстока являются огромным вкладом в литературный жанр фэнтези. По его словам Холдсток (в цикле Лес Мифаго) создал шедевр, содержащий силу и эстетические стандарты фэнтези Толкина, но не подражающий (или действующий наперекор) Толкину. Согласно Урсуле Ле Гуин, Холдсток — достойный наследник традиции фэнтези, созданной Толкиным.

### Стиль
Критики анализируют и качество прозы Холдстока.
Ричард Мэтьюс выражает мнение, что в цикле Лес Мифаго Холдсток смешал поэзию с чувственностью. Джон Хау, современный иллюстратор фэнтези, пишет: «Лес Мифаго — чудесная книга, великолепно написанная, с большим пониманием и индивидуальностью.» Спустя десятилетие после выхода Леса Мифаго Брайан В. Олдисс утверждал, что чудесный Лес Мифаго полон древней силы и не имеет соперников в 1980-е годы. Также замечали, что в Лесе Мифаго соединились сексуальность и насилие, и что это «земной, чувственный, глубоко мифологической рассказ, происходящий в английском лесу.» В Horror: The 100 Best Books Майкл Муркок утверждает: В Лесу Мифаго Холдсток «избежал сентиментальности … предлагая нам вопросы, моральные дилеммы и вымышленный мир, значительно более сложный, чем тот который можно найти в предшествующих лесах.»

### Философские и психологические элементы
Философские и психологические элементы цикла также вызвали поток комментариев. Механизм мифаго был создан из понятия «подсознательная связь», разработанного Карлом Юнгом для его философского понимания души (как психологического феномена).
Мифаго воплощают юнговские архетипы, потому что они зависят от подсознания, а не от памяти индивидуума. Имея в виду это философское определение, Ким Ньюман замечает, что цикл представляет собой «размышление о природе коллективного сознания.» Николас Риддик утверждает: "Лес Мифаго Роберта Холдстока можно прочитать как путешествие в сердце души. « История, происходящая в романе, обычно рассматривается как „внутренняя спираль“, в которой протагонисты подвергаются жестоким и разрушающим метаморфозам в трудных обстоятельствах. Брайан Олдисс говорит, что „Райхоупский Лес является великолепной метафорой для наших душевных лабиринтов“ в которой „филогенетика подавляет онтогенез“ во всем, что касается истории человека и судьбы». Когда Стивен и Кристиан встречаются с Урскумугом, имеющим отдельные черты их отца, они ведут себя «по Фрейду».

### Спиритические элементы
Внутри Райхоупский лес представляет собой дохристианскую Британию, с язычниками и шаманами, и один из учёных замечает, что смерть и сражения остаются самой заметной частью романов. Там же он пишет, что Лес Мифаго описывает значительно более волнующую часть практики шамана, чем другие фэнтези.
Одно из исследований рассматривает языческие спиритические аспекты Леса Мифаго, в особенности то, как «элементы романа соотносятся с языческой картиной мира». Критик утверждает, что Лес Мифаго не написан специально для язычников, но сами механизмы райхоупского леса отрицают науку и разрешают происходить событиям, которые легко могут быть поняты язычниками.

## Сеттинг
Особенно критиков заинтересовало то, что главные действия романа происходят в богатом магией кельтском лесу, существующим бок о бок с современным миром. Например, в недавнем исследовании жанра фэнтези Лес Мифаго и Лавондисс были отмечены именно за то, что они являются чистой фантазией, происходящей в передовом и потрясающе обычном мире. Согласно ещё одному современному исследователю Толкина, Лес Мифаго и Лавондисс — два шедевра фантазии Холдстока, построенных на жёсткой основе. Эти произведения тесно связаны с традициями Британии, с её оригинальностью; они умело соотнесены с её устной культурой. Такие элементы романа как Зелёный человек, шаманизм, люди из неолита и доримские поселения полностью заимствованы из кельтской традиции. Критик отмечает богатство архетипов и заключает, что в жанре фэнтези Лес Мифаго и Лес Мерлина можно считать основополагающими работами, потому что Холдсток проник в лес намного глубже, чем любой другой автор мистики. Майкл Муркок считает, что в Лесе Мифаго достигнуто не только уникальное единство ландшафта и его обитателей, но и единство мечты и окружения. Муркок замечает, что на Лес Мифаго повлияла Золотая Ветвь известного английского религиоведа и этнолога Джеймса Фрезера. Муркок также отмечает общие элементы между Лесом Мифаго, романом Урсулы Ле Гуин Порог и поэмой Джорджа Мередита Леса Уэстермейна.